# Kageneckia oblonga
Kageneckia oblonga là loài thực vật có hoa trong họ Hoa hồng. Loài này được Ruiz & Pav. mô tả khoa học đầu tiên.

## Hình ảnh

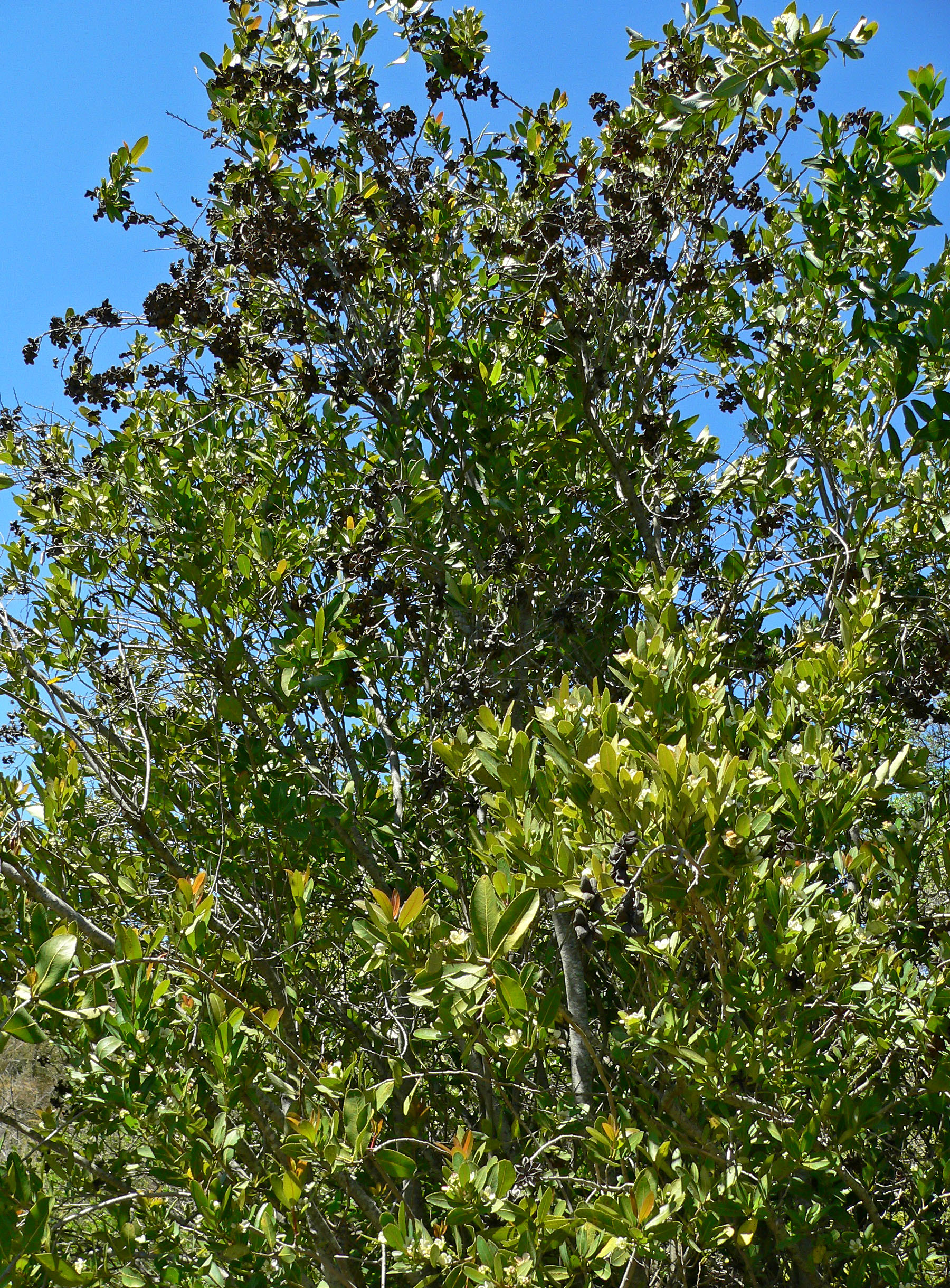
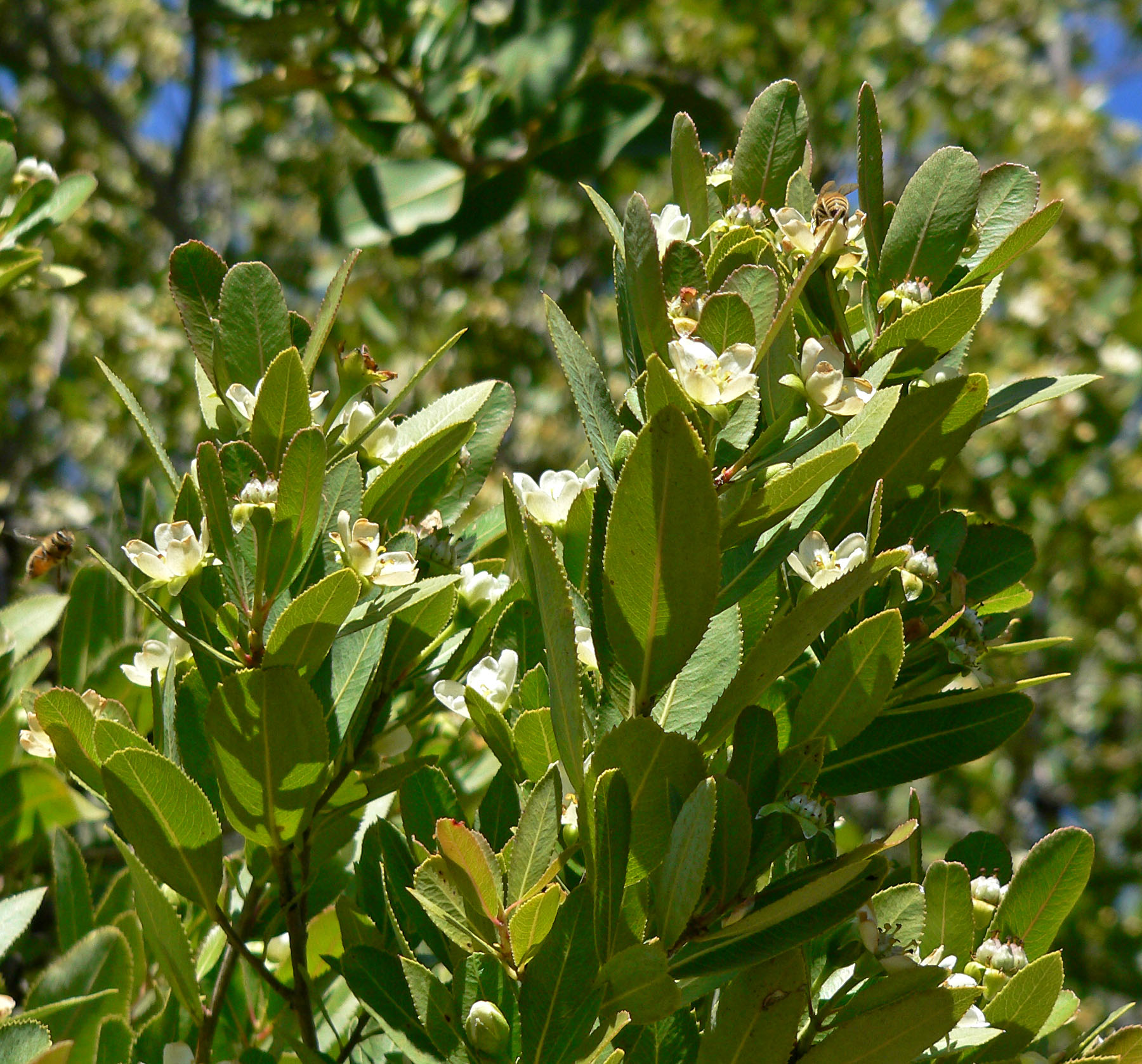
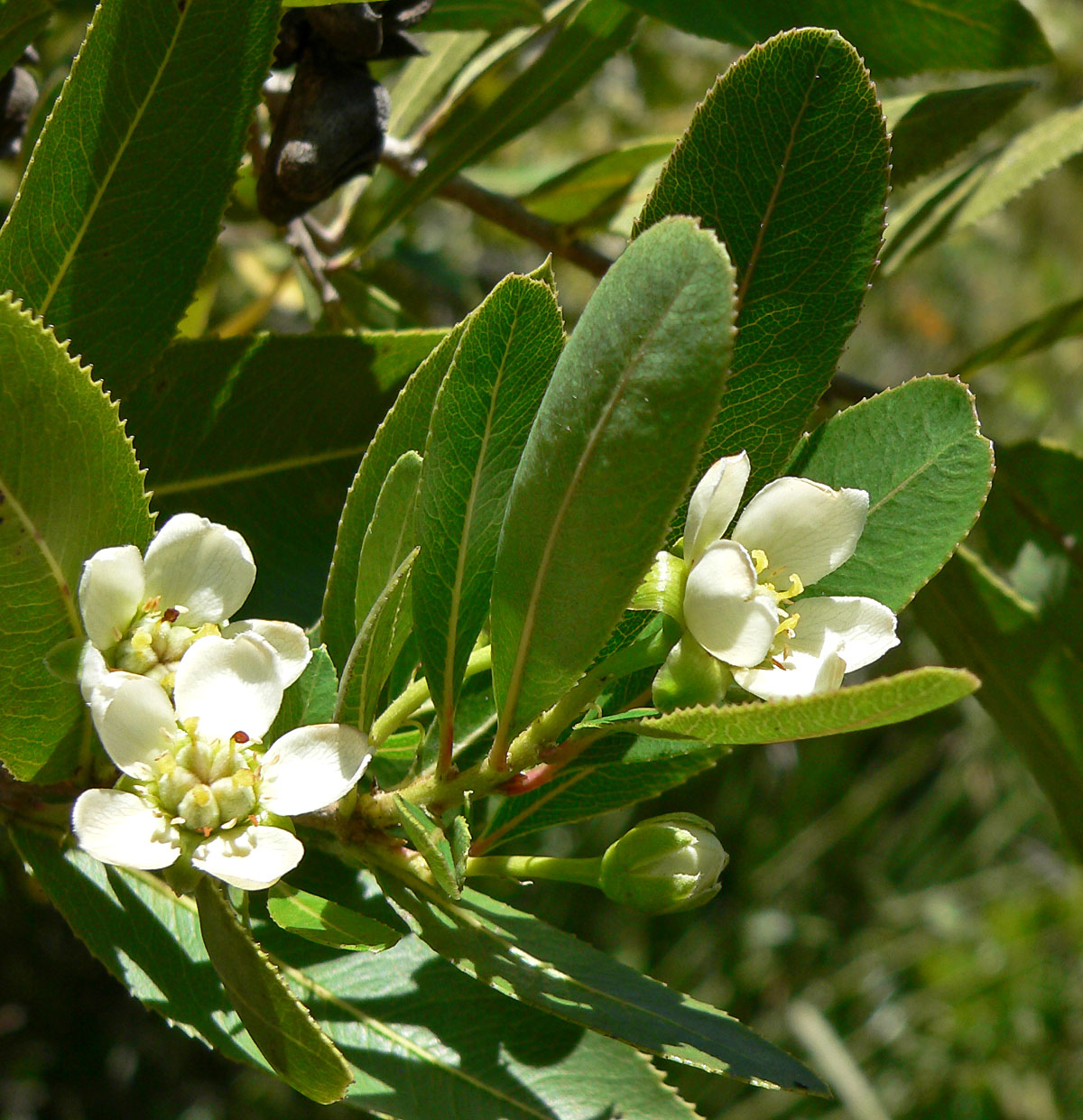
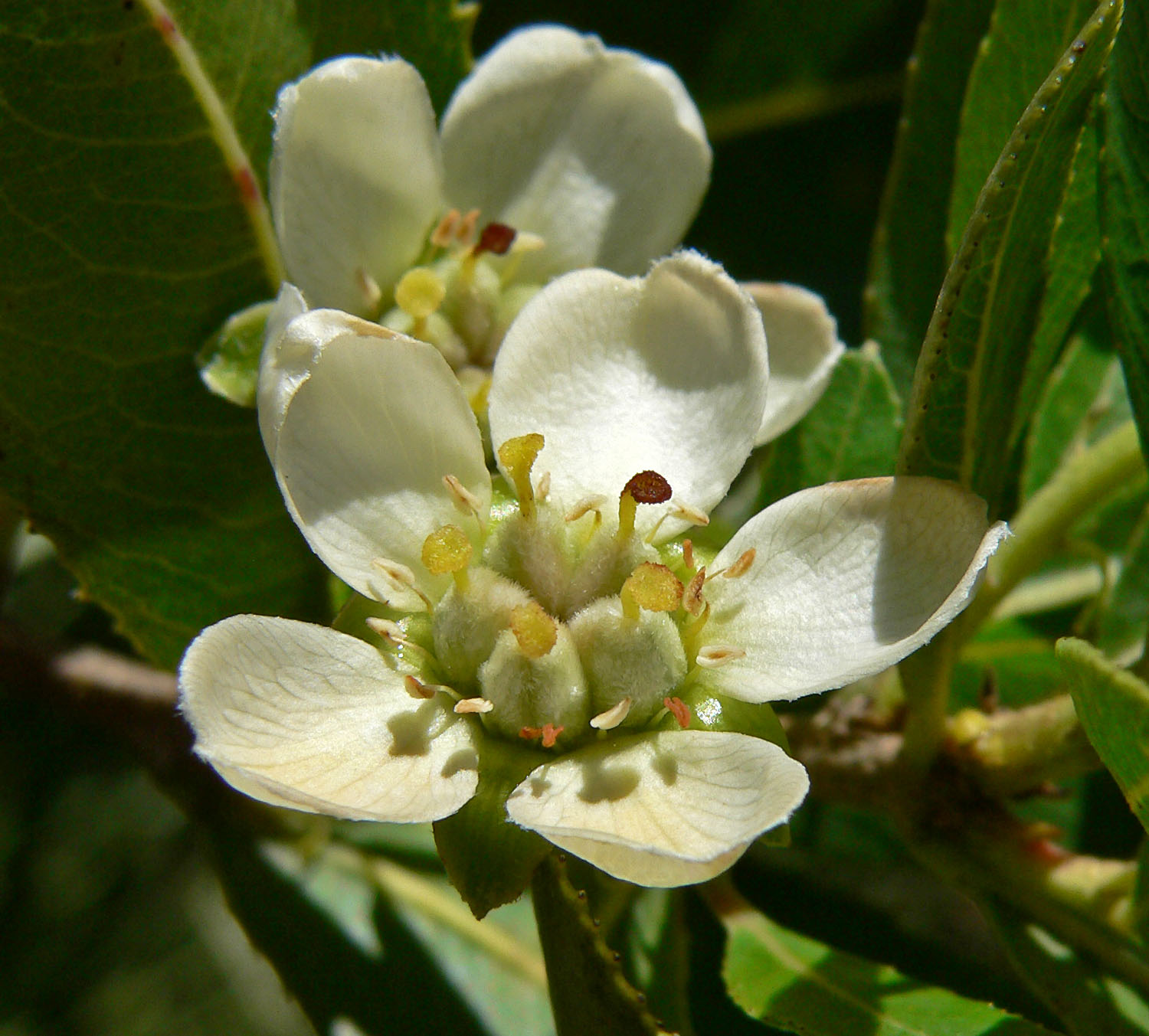